# Йёргенсен, Вальтер
Вальтер Мартинус Иоханнес Йёргенсен (Иоргенсен) (дат. Walther Martinus Johannes Jørgensen; 3 октября 1916, Копенгаген — 17 октября 1989) —  датский шахматный композитор, международный мастер (1976) и международный арбитр (1956) по шахматной композиции. Электротехник. С 1941 опубликовал свыше 600 задач, преимущественно двух- и трёхходовки.

## Задачи
|   | a | b | c | d | e | f | g | h |   |
| - | --- | --- | --- | --- | --- | --- | --- | --- | - |
| 8 | e8 белый слон · b7 белая ладья · d7 чёрная пешка · d6 белый король · c5 белый конь · e5 белая пешка · c4 чёрная пешка · d4 чёрный король · g4 чёрная пешка · b3 чёрная пешка · e3 чёрная пешка · g3 белый слон · b2 белая пешка · g2 белый конь · a1 чёрный конь · d1 чёрный слон · g1 чёрный конь | e8 белый слон · b7 белая ладья · d7 чёрная пешка · d6 белый король · c5 белый конь · e5 белая пешка · c4 чёрная пешка · d4 чёрный король · g4 чёрная пешка · b3 чёрная пешка · e3 чёрная пешка · g3 белый слон · b2 белая пешка · g2 белый конь · a1 чёрный конь · d1 чёрный слон · g1 чёрный конь | e8 белый слон · b7 белая ладья · d7 чёрная пешка · d6 белый король · c5 белый конь · e5 белая пешка · c4 чёрная пешка · d4 чёрный король · g4 чёрная пешка · b3 чёрная пешка · e3 чёрная пешка · g3 белый слон · b2 белая пешка · g2 белый конь · a1 чёрный конь · d1 чёрный слон · g1 чёрный конь | e8 белый слон · b7 белая ладья · d7 чёрная пешка · d6 белый король · c5 белый конь · e5 белая пешка · c4 чёрная пешка · d4 чёрный король · g4 чёрная пешка · b3 чёрная пешка · e3 чёрная пешка · g3 белый слон · b2 белая пешка · g2 белый конь · a1 чёрный конь · d1 чёрный слон · g1 чёрный конь | e8 белый слон · b7 белая ладья · d7 чёрная пешка · d6 белый король · c5 белый конь · e5 белая пешка · c4 чёрная пешка · d4 чёрный король · g4 чёрная пешка · b3 чёрная пешка · e3 чёрная пешка · g3 белый слон · b2 белая пешка · g2 белый конь · a1 чёрный конь · d1 чёрный слон · g1 чёрный конь | e8 белый слон · b7 белая ладья · d7 чёрная пешка · d6 белый король · c5 белый конь · e5 белая пешка · c4 чёрная пешка · d4 чёрный король · g4 чёрная пешка · b3 чёрная пешка · e3 чёрная пешка · g3 белый слон · b2 белая пешка · g2 белый конь · a1 чёрный конь · d1 чёрный слон · g1 чёрный конь | e8 белый слон · b7 белая ладья · d7 чёрная пешка · d6 белый король · c5 белый конь · e5 белая пешка · c4 чёрная пешка · d4 чёрный король · g4 чёрная пешка · b3 чёрная пешка · e3 чёрная пешка · g3 белый слон · b2 белая пешка · g2 белый конь · a1 чёрный конь · d1 чёрный слон · g1 чёрный конь | e8 белый слон · b7 белая ладья · d7 чёрная пешка · d6 белый король · c5 белый конь · e5 белая пешка · c4 чёрная пешка · d4 чёрный король · g4 чёрная пешка · b3 чёрная пешка · e3 чёрная пешка · g3 белый слон · b2 белая пешка · g2 белый конь · a1 чёрный конь · d1 чёрный слон · g1 чёрный конь | 8 |
| 7 | e8 белый слон · b7 белая ладья · d7 чёрная пешка · d6 белый король · c5 белый конь · e5 белая пешка · c4 чёрная пешка · d4 чёрный король · g4 чёрная пешка · b3 чёрная пешка · e3 чёрная пешка · g3 белый слон · b2 белая пешка · g2 белый конь · a1 чёрный конь · d1 чёрный слон · g1 чёрный конь | e8 белый слон · b7 белая ладья · d7 чёрная пешка · d6 белый король · c5 белый конь · e5 белая пешка · c4 чёрная пешка · d4 чёрный король · g4 чёрная пешка · b3 чёрная пешка · e3 чёрная пешка · g3 белый слон · b2 белая пешка · g2 белый конь · a1 чёрный конь · d1 чёрный слон · g1 чёрный конь | e8 белый слон · b7 белая ладья · d7 чёрная пешка · d6 белый король · c5 белый конь · e5 белая пешка · c4 чёрная пешка · d4 чёрный король · g4 чёрная пешка · b3 чёрная пешка · e3 чёрная пешка · g3 белый слон · b2 белая пешка · g2 белый конь · a1 чёрный конь · d1 чёрный слон · g1 чёрный конь | e8 белый слон · b7 белая ладья · d7 чёрная пешка · d6 белый король · c5 белый конь · e5 белая пешка · c4 чёрная пешка · d4 чёрный король · g4 чёрная пешка · b3 чёрная пешка · e3 чёрная пешка · g3 белый слон · b2 белая пешка · g2 белый конь · a1 чёрный конь · d1 чёрный слон · g1 чёрный конь | e8 белый слон · b7 белая ладья · d7 чёрная пешка · d6 белый король · c5 белый конь · e5 белая пешка · c4 чёрная пешка · d4 чёрный король · g4 чёрная пешка · b3 чёрная пешка · e3 чёрная пешка · g3 белый слон · b2 белая пешка · g2 белый конь · a1 чёрный конь · d1 чёрный слон · g1 чёрный конь | e8 белый слон · b7 белая ладья · d7 чёрная пешка · d6 белый король · c5 белый конь · e5 белая пешка · c4 чёрная пешка · d4 чёрный король · g4 чёрная пешка · b3 чёрная пешка · e3 чёрная пешка · g3 белый слон · b2 белая пешка · g2 белый конь · a1 чёрный конь · d1 чёрный слон · g1 чёрный конь | e8 белый слон · b7 белая ладья · d7 чёрная пешка · d6 белый король · c5 белый конь · e5 белая пешка · c4 чёрная пешка · d4 чёрный король · g4 чёрная пешка · b3 чёрная пешка · e3 чёрная пешка · g3 белый слон · b2 белая пешка · g2 белый конь · a1 чёрный конь · d1 чёрный слон · g1 чёрный конь | e8 белый слон · b7 белая ладья · d7 чёрная пешка · d6 белый король · c5 белый конь · e5 белая пешка · c4 чёрная пешка · d4 чёрный король · g4 чёрная пешка · b3 чёрная пешка · e3 чёрная пешка · g3 белый слон · b2 белая пешка · g2 белый конь · a1 чёрный конь · d1 чёрный слон · g1 чёрный конь | 7 |
| 6 | e8 белый слон · b7 белая ладья · d7 чёрная пешка · d6 белый король · c5 белый конь · e5 белая пешка · c4 чёрная пешка · d4 чёрный король · g4 чёрная пешка · b3 чёрная пешка · e3 чёрная пешка · g3 белый слон · b2 белая пешка · g2 белый конь · a1 чёрный конь · d1 чёрный слон · g1 чёрный конь | e8 белый слон · b7 белая ладья · d7 чёрная пешка · d6 белый король · c5 белый конь · e5 белая пешка · c4 чёрная пешка · d4 чёрный король · g4 чёрная пешка · b3 чёрная пешка · e3 чёрная пешка · g3 белый слон · b2 белая пешка · g2 белый конь · a1 чёрный конь · d1 чёрный слон · g1 чёрный конь | e8 белый слон · b7 белая ладья · d7 чёрная пешка · d6 белый король · c5 белый конь · e5 белая пешка · c4 чёрная пешка · d4 чёрный король · g4 чёрная пешка · b3 чёрная пешка · e3 чёрная пешка · g3 белый слон · b2 белая пешка · g2 белый конь · a1 чёрный конь · d1 чёрный слон · g1 чёрный конь | e8 белый слон · b7 белая ладья · d7 чёрная пешка · d6 белый король · c5 белый конь · e5 белая пешка · c4 чёрная пешка · d4 чёрный король · g4 чёрная пешка · b3 чёрная пешка · e3 чёрная пешка · g3 белый слон · b2 белая пешка · g2 белый конь · a1 чёрный конь · d1 чёрный слон · g1 чёрный конь | e8 белый слон · b7 белая ладья · d7 чёрная пешка · d6 белый король · c5 белый конь · e5 белая пешка · c4 чёрная пешка · d4 чёрный король · g4 чёрная пешка · b3 чёрная пешка · e3 чёрная пешка · g3 белый слон · b2 белая пешка · g2 белый конь · a1 чёрный конь · d1 чёрный слон · g1 чёрный конь | e8 белый слон · b7 белая ладья · d7 чёрная пешка · d6 белый король · c5 белый конь · e5 белая пешка · c4 чёрная пешка · d4 чёрный король · g4 чёрная пешка · b3 чёрная пешка · e3 чёрная пешка · g3 белый слон · b2 белая пешка · g2 белый конь · a1 чёрный конь · d1 чёрный слон · g1 чёрный конь | e8 белый слон · b7 белая ладья · d7 чёрная пешка · d6 белый король · c5 белый конь · e5 белая пешка · c4 чёрная пешка · d4 чёрный король · g4 чёрная пешка · b3 чёрная пешка · e3 чёрная пешка · g3 белый слон · b2 белая пешка · g2 белый конь · a1 чёрный конь · d1 чёрный слон · g1 чёрный конь | e8 белый слон · b7 белая ладья · d7 чёрная пешка · d6 белый король · c5 белый конь · e5 белая пешка · c4 чёрная пешка · d4 чёрный король · g4 чёрная пешка · b3 чёрная пешка · e3 чёрная пешка · g3 белый слон · b2 белая пешка · g2 белый конь · a1 чёрный конь · d1 чёрный слон · g1 чёрный конь | 6 |
| 5 | e8 белый слон · b7 белая ладья · d7 чёрная пешка · d6 белый король · c5 белый конь · e5 белая пешка · c4 чёрная пешка · d4 чёрный король · g4 чёрная пешка · b3 чёрная пешка · e3 чёрная пешка · g3 белый слон · b2 белая пешка · g2 белый конь · a1 чёрный конь · d1 чёрный слон · g1 чёрный конь | e8 белый слон · b7 белая ладья · d7 чёрная пешка · d6 белый король · c5 белый конь · e5 белая пешка · c4 чёрная пешка · d4 чёрный король · g4 чёрная пешка · b3 чёрная пешка · e3 чёрная пешка · g3 белый слон · b2 белая пешка · g2 белый конь · a1 чёрный конь · d1 чёрный слон · g1 чёрный конь | e8 белый слон · b7 белая ладья · d7 чёрная пешка · d6 белый король · c5 белый конь · e5 белая пешка · c4 чёрная пешка · d4 чёрный король · g4 чёрная пешка · b3 чёрная пешка · e3 чёрная пешка · g3 белый слон · b2 белая пешка · g2 белый конь · a1 чёрный конь · d1 чёрный слон · g1 чёрный конь | e8 белый слон · b7 белая ладья · d7 чёрная пешка · d6 белый король · c5 белый конь · e5 белая пешка · c4 чёрная пешка · d4 чёрный король · g4 чёрная пешка · b3 чёрная пешка · e3 чёрная пешка · g3 белый слон · b2 белая пешка · g2 белый конь · a1 чёрный конь · d1 чёрный слон · g1 чёрный конь | e8 белый слон · b7 белая ладья · d7 чёрная пешка · d6 белый король · c5 белый конь · e5 белая пешка · c4 чёрная пешка · d4 чёрный король · g4 чёрная пешка · b3 чёрная пешка · e3 чёрная пешка · g3 белый слон · b2 белая пешка · g2 белый конь · a1 чёрный конь · d1 чёрный слон · g1 чёрный конь | e8 белый слон · b7 белая ладья · d7 чёрная пешка · d6 белый король · c5 белый конь · e5 белая пешка · c4 чёрная пешка · d4 чёрный король · g4 чёрная пешка · b3 чёрная пешка · e3 чёрная пешка · g3 белый слон · b2 белая пешка · g2 белый конь · a1 чёрный конь · d1 чёрный слон · g1 чёрный конь | e8 белый слон · b7 белая ладья · d7 чёрная пешка · d6 белый король · c5 белый конь · e5 белая пешка · c4 чёрная пешка · d4 чёрный король · g4 чёрная пешка · b3 чёрная пешка · e3 чёрная пешка · g3 белый слон · b2 белая пешка · g2 белый конь · a1 чёрный конь · d1 чёрный слон · g1 чёрный конь | e8 белый слон · b7 белая ладья · d7 чёрная пешка · d6 белый король · c5 белый конь · e5 белая пешка · c4 чёрная пешка · d4 чёрный король · g4 чёрная пешка · b3 чёрная пешка · e3 чёрная пешка · g3 белый слон · b2 белая пешка · g2 белый конь · a1 чёрный конь · d1 чёрный слон · g1 чёрный конь | 5 |
| 4 | e8 белый слон · b7 белая ладья · d7 чёрная пешка · d6 белый король · c5 белый конь · e5 белая пешка · c4 чёрная пешка · d4 чёрный король · g4 чёрная пешка · b3 чёрная пешка · e3 чёрная пешка · g3 белый слон · b2 белая пешка · g2 белый конь · a1 чёрный конь · d1 чёрный слон · g1 чёрный конь | e8 белый слон · b7 белая ладья · d7 чёрная пешка · d6 белый король · c5 белый конь · e5 белая пешка · c4 чёрная пешка · d4 чёрный король · g4 чёрная пешка · b3 чёрная пешка · e3 чёрная пешка · g3 белый слон · b2 белая пешка · g2 белый конь · a1 чёрный конь · d1 чёрный слон · g1 чёрный конь | e8 белый слон · b7 белая ладья · d7 чёрная пешка · d6 белый король · c5 белый конь · e5 белая пешка · c4 чёрная пешка · d4 чёрный король · g4 чёрная пешка · b3 чёрная пешка · e3 чёрная пешка · g3 белый слон · b2 белая пешка · g2 белый конь · a1 чёрный конь · d1 чёрный слон · g1 чёрный конь | e8 белый слон · b7 белая ладья · d7 чёрная пешка · d6 белый король · c5 белый конь · e5 белая пешка · c4 чёрная пешка · d4 чёрный король · g4 чёрная пешка · b3 чёрная пешка · e3 чёрная пешка · g3 белый слон · b2 белая пешка · g2 белый конь · a1 чёрный конь · d1 чёрный слон · g1 чёрный конь | e8 белый слон · b7 белая ладья · d7 чёрная пешка · d6 белый король · c5 белый конь · e5 белая пешка · c4 чёрная пешка · d4 чёрный король · g4 чёрная пешка · b3 чёрная пешка · e3 чёрная пешка · g3 белый слон · b2 белая пешка · g2 белый конь · a1 чёрный конь · d1 чёрный слон · g1 чёрный конь | e8 белый слон · b7 белая ладья · d7 чёрная пешка · d6 белый король · c5 белый конь · e5 белая пешка · c4 чёрная пешка · d4 чёрный король · g4 чёрная пешка · b3 чёрная пешка · e3 чёрная пешка · g3 белый слон · b2 белая пешка · g2 белый конь · a1 чёрный конь · d1 чёрный слон · g1 чёрный конь | e8 белый слон · b7 белая ладья · d7 чёрная пешка · d6 белый король · c5 белый конь · e5 белая пешка · c4 чёрная пешка · d4 чёрный король · g4 чёрная пешка · b3 чёрная пешка · e3 чёрная пешка · g3 белый слон · b2 белая пешка · g2 белый конь · a1 чёрный конь · d1 чёрный слон · g1 чёрный конь | e8 белый слон · b7 белая ладья · d7 чёрная пешка · d6 белый король · c5 белый конь · e5 белая пешка · c4 чёрная пешка · d4 чёрный король · g4 чёрная пешка · b3 чёрная пешка · e3 чёрная пешка · g3 белый слон · b2 белая пешка · g2 белый конь · a1 чёрный конь · d1 чёрный слон · g1 чёрный конь | 4 |
| 3 | e8 белый слон · b7 белая ладья · d7 чёрная пешка · d6 белый король · c5 белый конь · e5 белая пешка · c4 чёрная пешка · d4 чёрный король · g4 чёрная пешка · b3 чёрная пешка · e3 чёрная пешка · g3 белый слон · b2 белая пешка · g2 белый конь · a1 чёрный конь · d1 чёрный слон · g1 чёрный конь | e8 белый слон · b7 белая ладья · d7 чёрная пешка · d6 белый король · c5 белый конь · e5 белая пешка · c4 чёрная пешка · d4 чёрный король · g4 чёрная пешка · b3 чёрная пешка · e3 чёрная пешка · g3 белый слон · b2 белая пешка · g2 белый конь · a1 чёрный конь · d1 чёрный слон · g1 чёрный конь | e8 белый слон · b7 белая ладья · d7 чёрная пешка · d6 белый король · c5 белый конь · e5 белая пешка · c4 чёрная пешка · d4 чёрный король · g4 чёрная пешка · b3 чёрная пешка · e3 чёрная пешка · g3 белый слон · b2 белая пешка · g2 белый конь · a1 чёрный конь · d1 чёрный слон · g1 чёрный конь | e8 белый слон · b7 белая ладья · d7 чёрная пешка · d6 белый король · c5 белый конь · e5 белая пешка · c4 чёрная пешка · d4 чёрный король · g4 чёрная пешка · b3 чёрная пешка · e3 чёрная пешка · g3 белый слон · b2 белая пешка · g2 белый конь · a1 чёрный конь · d1 чёрный слон · g1 чёрный конь | e8 белый слон · b7 белая ладья · d7 чёрная пешка · d6 белый король · c5 белый конь · e5 белая пешка · c4 чёрная пешка · d4 чёрный король · g4 чёрная пешка · b3 чёрная пешка · e3 чёрная пешка · g3 белый слон · b2 белая пешка · g2 белый конь · a1 чёрный конь · d1 чёрный слон · g1 чёрный конь | e8 белый слон · b7 белая ладья · d7 чёрная пешка · d6 белый король · c5 белый конь · e5 белая пешка · c4 чёрная пешка · d4 чёрный король · g4 чёрная пешка · b3 чёрная пешка · e3 чёрная пешка · g3 белый слон · b2 белая пешка · g2 белый конь · a1 чёрный конь · d1 чёрный слон · g1 чёрный конь | e8 белый слон · b7 белая ладья · d7 чёрная пешка · d6 белый король · c5 белый конь · e5 белая пешка · c4 чёрная пешка · d4 чёрный король · g4 чёрная пешка · b3 чёрная пешка · e3 чёрная пешка · g3 белый слон · b2 белая пешка · g2 белый конь · a1 чёрный конь · d1 чёрный слон · g1 чёрный конь | e8 белый слон · b7 белая ладья · d7 чёрная пешка · d6 белый король · c5 белый конь · e5 белая пешка · c4 чёрная пешка · d4 чёрный король · g4 чёрная пешка · b3 чёрная пешка · e3 чёрная пешка · g3 белый слон · b2 белая пешка · g2 белый конь · a1 чёрный конь · d1 чёрный слон · g1 чёрный конь | 3 |
| 2 | e8 белый слон · b7 белая ладья · d7 чёрная пешка · d6 белый король · c5 белый конь · e5 белая пешка · c4 чёрная пешка · d4 чёрный король · g4 чёрная пешка · b3 чёрная пешка · e3 чёрная пешка · g3 белый слон · b2 белая пешка · g2 белый конь · a1 чёрный конь · d1 чёрный слон · g1 чёрный конь | e8 белый слон · b7 белая ладья · d7 чёрная пешка · d6 белый король · c5 белый конь · e5 белая пешка · c4 чёрная пешка · d4 чёрный король · g4 чёрная пешка · b3 чёрная пешка · e3 чёрная пешка · g3 белый слон · b2 белая пешка · g2 белый конь · a1 чёрный конь · d1 чёрный слон · g1 чёрный конь | e8 белый слон · b7 белая ладья · d7 чёрная пешка · d6 белый король · c5 белый конь · e5 белая пешка · c4 чёрная пешка · d4 чёрный король · g4 чёрная пешка · b3 чёрная пешка · e3 чёрная пешка · g3 белый слон · b2 белая пешка · g2 белый конь · a1 чёрный конь · d1 чёрный слон · g1 чёрный конь | e8 белый слон · b7 белая ладья · d7 чёрная пешка · d6 белый король · c5 белый конь · e5 белая пешка · c4 чёрная пешка · d4 чёрный король · g4 чёрная пешка · b3 чёрная пешка · e3 чёрная пешка · g3 белый слон · b2 белая пешка · g2 белый конь · a1 чёрный конь · d1 чёрный слон · g1 чёрный конь | e8 белый слон · b7 белая ладья · d7 чёрная пешка · d6 белый король · c5 белый конь · e5 белая пешка · c4 чёрная пешка · d4 чёрный король · g4 чёрная пешка · b3 чёрная пешка · e3 чёрная пешка · g3 белый слон · b2 белая пешка · g2 белый конь · a1 чёрный конь · d1 чёрный слон · g1 чёрный конь | e8 белый слон · b7 белая ладья · d7 чёрная пешка · d6 белый король · c5 белый конь · e5 белая пешка · c4 чёрная пешка · d4 чёрный король · g4 чёрная пешка · b3 чёрная пешка · e3 чёрная пешка · g3 белый слон · b2 белая пешка · g2 белый конь · a1 чёрный конь · d1 чёрный слон · g1 чёрный конь | e8 белый слон · b7 белая ладья · d7 чёрная пешка · d6 белый король · c5 белый конь · e5 белая пешка · c4 чёрная пешка · d4 чёрный король · g4 чёрная пешка · b3 чёрная пешка · e3 чёрная пешка · g3 белый слон · b2 белая пешка · g2 белый конь · a1 чёрный конь · d1 чёрный слон · g1 чёрный конь | e8 белый слон · b7 белая ладья · d7 чёрная пешка · d6 белый король · c5 белый конь · e5 белая пешка · c4 чёрная пешка · d4 чёрный король · g4 чёрная пешка · b3 чёрная пешка · e3 чёрная пешка · g3 белый слон · b2 белая пешка · g2 белый конь · a1 чёрный конь · d1 чёрный слон · g1 чёрный конь | 2 |
| 1 | e8 белый слон · b7 белая ладья · d7 чёрная пешка · d6 белый король · c5 белый конь · e5 белая пешка · c4 чёрная пешка · d4 чёрный король · g4 чёрная пешка · b3 чёрная пешка · e3 чёрная пешка · g3 белый слон · b2 белая пешка · g2 белый конь · a1 чёрный конь · d1 чёрный слон · g1 чёрный конь | e8 белый слон · b7 белая ладья · d7 чёрная пешка · d6 белый король · c5 белый конь · e5 белая пешка · c4 чёрная пешка · d4 чёрный король · g4 чёрная пешка · b3 чёрная пешка · e3 чёрная пешка · g3 белый слон · b2 белая пешка · g2 белый конь · a1 чёрный конь · d1 чёрный слон · g1 чёрный конь | e8 белый слон · b7 белая ладья · d7 чёрная пешка · d6 белый король · c5 белый конь · e5 белая пешка · c4 чёрная пешка · d4 чёрный король · g4 чёрная пешка · b3 чёрная пешка · e3 чёрная пешка · g3 белый слон · b2 белая пешка · g2 белый конь · a1 чёрный конь · d1 чёрный слон · g1 чёрный конь | e8 белый слон · b7 белая ладья · d7 чёрная пешка · d6 белый король · c5 белый конь · e5 белая пешка · c4 чёрная пешка · d4 чёрный король · g4 чёрная пешка · b3 чёрная пешка · e3 чёрная пешка · g3 белый слон · b2 белая пешка · g2 белый конь · a1 чёрный конь · d1 чёрный слон · g1 чёрный конь | e8 белый слон · b7 белая ладья · d7 чёрная пешка · d6 белый король · c5 белый конь · e5 белая пешка · c4 чёрная пешка · d4 чёрный король · g4 чёрная пешка · b3 чёрная пешка · e3 чёрная пешка · g3 белый слон · b2 белая пешка · g2 белый конь · a1 чёрный конь · d1 чёрный слон · g1 чёрный конь | e8 белый слон · b7 белая ладья · d7 чёрная пешка · d6 белый король · c5 белый конь · e5 белая пешка · c4 чёрная пешка · d4 чёрный король · g4 чёрная пешка · b3 чёрная пешка · e3 чёрная пешка · g3 белый слон · b2 белая пешка · g2 белый конь · a1 чёрный конь · d1 чёрный слон · g1 чёрный конь | e8 белый слон · b7 белая ладья · d7 чёрная пешка · d6 белый король · c5 белый конь · e5 белая пешка · c4 чёрная пешка · d4 чёрный король · g4 чёрная пешка · b3 чёрная пешка · e3 чёрная пешка · g3 белый слон · b2 белая пешка · g2 белый конь · a1 чёрный конь · d1 чёрный слон · g1 чёрный конь | e8 белый слон · b7 белая ладья · d7 чёрная пешка · d6 белый король · c5 белый конь · e5 белая пешка · c4 чёрная пешка · d4 чёрный король · g4 чёрная пешка · b3 чёрная пешка · e3 чёрная пешка · g3 белый слон · b2 белая пешка · g2 белый конь · a1 чёрный конь · d1 чёрный слон · g1 чёрный конь | 1 |
|   | a | b | c | d | e | f | g | h |   |

Мат в 3 хода
1.Сf7! — цугцванг, 

1...Сc2 2.Сf4 и 3.С:e3# (нет 2...Кc2), 

1...Кc2 2.Кh4 и 3.Кf5# (нет 2...Сc2), 

1...Сe2 2.Сe1 и 3.Сc3# (нет 2...Кe2), 

1...Кe2 2.Лb4 и 3.Л:c4# (нет 2...Сe2), 

1...Сf3 2.e6 и 3.Сe5# (нет 2...Кf3), 

1...Кf3 2.Л:d7 и 3.Крc6# (нет 2...Сf3).
Взаимная обструкция слона и коня в трёх парах вариантов.
|   | a | b | c | d | e | f | g | h |   |
| - | --- | --- | --- | --- | --- | --- | --- | --- | - |
| 8 | f8 чёрный слон · d7 белый слон · e7 чёрный король · f7 белая пешка · g7 белая пешка · h7 белая ладья · b6 чёрная пешка · c6 белая пешка · e6 чёрная пешка · b5 белая пешка · e5 белый слон · h3 чёрная пешка · f2 белая ладья · g2 чёрная пешка · h2 чёрная ладья · g1 белый король | f8 чёрный слон · d7 белый слон · e7 чёрный король · f7 белая пешка · g7 белая пешка · h7 белая ладья · b6 чёрная пешка · c6 белая пешка · e6 чёрная пешка · b5 белая пешка · e5 белый слон · h3 чёрная пешка · f2 белая ладья · g2 чёрная пешка · h2 чёрная ладья · g1 белый король | f8 чёрный слон · d7 белый слон · e7 чёрный король · f7 белая пешка · g7 белая пешка · h7 белая ладья · b6 чёрная пешка · c6 белая пешка · e6 чёрная пешка · b5 белая пешка · e5 белый слон · h3 чёрная пешка · f2 белая ладья · g2 чёрная пешка · h2 чёрная ладья · g1 белый король | f8 чёрный слон · d7 белый слон · e7 чёрный король · f7 белая пешка · g7 белая пешка · h7 белая ладья · b6 чёрная пешка · c6 белая пешка · e6 чёрная пешка · b5 белая пешка · e5 белый слон · h3 чёрная пешка · f2 белая ладья · g2 чёрная пешка · h2 чёрная ладья · g1 белый король | f8 чёрный слон · d7 белый слон · e7 чёрный король · f7 белая пешка · g7 белая пешка · h7 белая ладья · b6 чёрная пешка · c6 белая пешка · e6 чёрная пешка · b5 белая пешка · e5 белый слон · h3 чёрная пешка · f2 белая ладья · g2 чёрная пешка · h2 чёрная ладья · g1 белый король | f8 чёрный слон · d7 белый слон · e7 чёрный король · f7 белая пешка · g7 белая пешка · h7 белая ладья · b6 чёрная пешка · c6 белая пешка · e6 чёрная пешка · b5 белая пешка · e5 белый слон · h3 чёрная пешка · f2 белая ладья · g2 чёрная пешка · h2 чёрная ладья · g1 белый король | f8 чёрный слон · d7 белый слон · e7 чёрный король · f7 белая пешка · g7 белая пешка · h7 белая ладья · b6 чёрная пешка · c6 белая пешка · e6 чёрная пешка · b5 белая пешка · e5 белый слон · h3 чёрная пешка · f2 белая ладья · g2 чёрная пешка · h2 чёрная ладья · g1 белый король | f8 чёрный слон · d7 белый слон · e7 чёрный король · f7 белая пешка · g7 белая пешка · h7 белая ладья · b6 чёрная пешка · c6 белая пешка · e6 чёрная пешка · b5 белая пешка · e5 белый слон · h3 чёрная пешка · f2 белая ладья · g2 чёрная пешка · h2 чёрная ладья · g1 белый король | 8 |
| 7 | f8 чёрный слон · d7 белый слон · e7 чёрный король · f7 белая пешка · g7 белая пешка · h7 белая ладья · b6 чёрная пешка · c6 белая пешка · e6 чёрная пешка · b5 белая пешка · e5 белый слон · h3 чёрная пешка · f2 белая ладья · g2 чёрная пешка · h2 чёрная ладья · g1 белый король | f8 чёрный слон · d7 белый слон · e7 чёрный король · f7 белая пешка · g7 белая пешка · h7 белая ладья · b6 чёрная пешка · c6 белая пешка · e6 чёрная пешка · b5 белая пешка · e5 белый слон · h3 чёрная пешка · f2 белая ладья · g2 чёрная пешка · h2 чёрная ладья · g1 белый король | f8 чёрный слон · d7 белый слон · e7 чёрный король · f7 белая пешка · g7 белая пешка · h7 белая ладья · b6 чёрная пешка · c6 белая пешка · e6 чёрная пешка · b5 белая пешка · e5 белый слон · h3 чёрная пешка · f2 белая ладья · g2 чёрная пешка · h2 чёрная ладья · g1 белый король | f8 чёрный слон · d7 белый слон · e7 чёрный король · f7 белая пешка · g7 белая пешка · h7 белая ладья · b6 чёрная пешка · c6 белая пешка · e6 чёрная пешка · b5 белая пешка · e5 белый слон · h3 чёрная пешка · f2 белая ладья · g2 чёрная пешка · h2 чёрная ладья · g1 белый король | f8 чёрный слон · d7 белый слон · e7 чёрный король · f7 белая пешка · g7 белая пешка · h7 белая ладья · b6 чёрная пешка · c6 белая пешка · e6 чёрная пешка · b5 белая пешка · e5 белый слон · h3 чёрная пешка · f2 белая ладья · g2 чёрная пешка · h2 чёрная ладья · g1 белый король | f8 чёрный слон · d7 белый слон · e7 чёрный король · f7 белая пешка · g7 белая пешка · h7 белая ладья · b6 чёрная пешка · c6 белая пешка · e6 чёрная пешка · b5 белая пешка · e5 белый слон · h3 чёрная пешка · f2 белая ладья · g2 чёрная пешка · h2 чёрная ладья · g1 белый король | f8 чёрный слон · d7 белый слон · e7 чёрный король · f7 белая пешка · g7 белая пешка · h7 белая ладья · b6 чёрная пешка · c6 белая пешка · e6 чёрная пешка · b5 белая пешка · e5 белый слон · h3 чёрная пешка · f2 белая ладья · g2 чёрная пешка · h2 чёрная ладья · g1 белый король | f8 чёрный слон · d7 белый слон · e7 чёрный король · f7 белая пешка · g7 белая пешка · h7 белая ладья · b6 чёрная пешка · c6 белая пешка · e6 чёрная пешка · b5 белая пешка · e5 белый слон · h3 чёрная пешка · f2 белая ладья · g2 чёрная пешка · h2 чёрная ладья · g1 белый король | 7 |
| 6 | f8 чёрный слон · d7 белый слон · e7 чёрный король · f7 белая пешка · g7 белая пешка · h7 белая ладья · b6 чёрная пешка · c6 белая пешка · e6 чёрная пешка · b5 белая пешка · e5 белый слон · h3 чёрная пешка · f2 белая ладья · g2 чёрная пешка · h2 чёрная ладья · g1 белый король | f8 чёрный слон · d7 белый слон · e7 чёрный король · f7 белая пешка · g7 белая пешка · h7 белая ладья · b6 чёрная пешка · c6 белая пешка · e6 чёрная пешка · b5 белая пешка · e5 белый слон · h3 чёрная пешка · f2 белая ладья · g2 чёрная пешка · h2 чёрная ладья · g1 белый король | f8 чёрный слон · d7 белый слон · e7 чёрный король · f7 белая пешка · g7 белая пешка · h7 белая ладья · b6 чёрная пешка · c6 белая пешка · e6 чёрная пешка · b5 белая пешка · e5 белый слон · h3 чёрная пешка · f2 белая ладья · g2 чёрная пешка · h2 чёрная ладья · g1 белый король | f8 чёрный слон · d7 белый слон · e7 чёрный король · f7 белая пешка · g7 белая пешка · h7 белая ладья · b6 чёрная пешка · c6 белая пешка · e6 чёрная пешка · b5 белая пешка · e5 белый слон · h3 чёрная пешка · f2 белая ладья · g2 чёрная пешка · h2 чёрная ладья · g1 белый король | f8 чёрный слон · d7 белый слон · e7 чёрный король · f7 белая пешка · g7 белая пешка · h7 белая ладья · b6 чёрная пешка · c6 белая пешка · e6 чёрная пешка · b5 белая пешка · e5 белый слон · h3 чёрная пешка · f2 белая ладья · g2 чёрная пешка · h2 чёрная ладья · g1 белый король | f8 чёрный слон · d7 белый слон · e7 чёрный король · f7 белая пешка · g7 белая пешка · h7 белая ладья · b6 чёрная пешка · c6 белая пешка · e6 чёрная пешка · b5 белая пешка · e5 белый слон · h3 чёрная пешка · f2 белая ладья · g2 чёрная пешка · h2 чёрная ладья · g1 белый король | f8 чёрный слон · d7 белый слон · e7 чёрный король · f7 белая пешка · g7 белая пешка · h7 белая ладья · b6 чёрная пешка · c6 белая пешка · e6 чёрная пешка · b5 белая пешка · e5 белый слон · h3 чёрная пешка · f2 белая ладья · g2 чёрная пешка · h2 чёрная ладья · g1 белый король | f8 чёрный слон · d7 белый слон · e7 чёрный король · f7 белая пешка · g7 белая пешка · h7 белая ладья · b6 чёрная пешка · c6 белая пешка · e6 чёрная пешка · b5 белая пешка · e5 белый слон · h3 чёрная пешка · f2 белая ладья · g2 чёрная пешка · h2 чёрная ладья · g1 белый король | 6 |
| 5 | f8 чёрный слон · d7 белый слон · e7 чёрный король · f7 белая пешка · g7 белая пешка · h7 белая ладья · b6 чёрная пешка · c6 белая пешка · e6 чёрная пешка · b5 белая пешка · e5 белый слон · h3 чёрная пешка · f2 белая ладья · g2 чёрная пешка · h2 чёрная ладья · g1 белый король | f8 чёрный слон · d7 белый слон · e7 чёрный король · f7 белая пешка · g7 белая пешка · h7 белая ладья · b6 чёрная пешка · c6 белая пешка · e6 чёрная пешка · b5 белая пешка · e5 белый слон · h3 чёрная пешка · f2 белая ладья · g2 чёрная пешка · h2 чёрная ладья · g1 белый король | f8 чёрный слон · d7 белый слон · e7 чёрный король · f7 белая пешка · g7 белая пешка · h7 белая ладья · b6 чёрная пешка · c6 белая пешка · e6 чёрная пешка · b5 белая пешка · e5 белый слон · h3 чёрная пешка · f2 белая ладья · g2 чёрная пешка · h2 чёрная ладья · g1 белый король | f8 чёрный слон · d7 белый слон · e7 чёрный король · f7 белая пешка · g7 белая пешка · h7 белая ладья · b6 чёрная пешка · c6 белая пешка · e6 чёрная пешка · b5 белая пешка · e5 белый слон · h3 чёрная пешка · f2 белая ладья · g2 чёрная пешка · h2 чёрная ладья · g1 белый король | f8 чёрный слон · d7 белый слон · e7 чёрный король · f7 белая пешка · g7 белая пешка · h7 белая ладья · b6 чёрная пешка · c6 белая пешка · e6 чёрная пешка · b5 белая пешка · e5 белый слон · h3 чёрная пешка · f2 белая ладья · g2 чёрная пешка · h2 чёрная ладья · g1 белый король | f8 чёрный слон · d7 белый слон · e7 чёрный король · f7 белая пешка · g7 белая пешка · h7 белая ладья · b6 чёрная пешка · c6 белая пешка · e6 чёрная пешка · b5 белая пешка · e5 белый слон · h3 чёрная пешка · f2 белая ладья · g2 чёрная пешка · h2 чёрная ладья · g1 белый король | f8 чёрный слон · d7 белый слон · e7 чёрный король · f7 белая пешка · g7 белая пешка · h7 белая ладья · b6 чёрная пешка · c6 белая пешка · e6 чёрная пешка · b5 белая пешка · e5 белый слон · h3 чёрная пешка · f2 белая ладья · g2 чёрная пешка · h2 чёрная ладья · g1 белый король | f8 чёрный слон · d7 белый слон · e7 чёрный король · f7 белая пешка · g7 белая пешка · h7 белая ладья · b6 чёрная пешка · c6 белая пешка · e6 чёрная пешка · b5 белая пешка · e5 белый слон · h3 чёрная пешка · f2 белая ладья · g2 чёрная пешка · h2 чёрная ладья · g1 белый король | 5 |
| 4 | f8 чёрный слон · d7 белый слон · e7 чёрный король · f7 белая пешка · g7 белая пешка · h7 белая ладья · b6 чёрная пешка · c6 белая пешка · e6 чёрная пешка · b5 белая пешка · e5 белый слон · h3 чёрная пешка · f2 белая ладья · g2 чёрная пешка · h2 чёрная ладья · g1 белый король | f8 чёрный слон · d7 белый слон · e7 чёрный король · f7 белая пешка · g7 белая пешка · h7 белая ладья · b6 чёрная пешка · c6 белая пешка · e6 чёрная пешка · b5 белая пешка · e5 белый слон · h3 чёрная пешка · f2 белая ладья · g2 чёрная пешка · h2 чёрная ладья · g1 белый король | f8 чёрный слон · d7 белый слон · e7 чёрный король · f7 белая пешка · g7 белая пешка · h7 белая ладья · b6 чёрная пешка · c6 белая пешка · e6 чёрная пешка · b5 белая пешка · e5 белый слон · h3 чёрная пешка · f2 белая ладья · g2 чёрная пешка · h2 чёрная ладья · g1 белый король | f8 чёрный слон · d7 белый слон · e7 чёрный король · f7 белая пешка · g7 белая пешка · h7 белая ладья · b6 чёрная пешка · c6 белая пешка · e6 чёрная пешка · b5 белая пешка · e5 белый слон · h3 чёрная пешка · f2 белая ладья · g2 чёрная пешка · h2 чёрная ладья · g1 белый король | f8 чёрный слон · d7 белый слон · e7 чёрный король · f7 белая пешка · g7 белая пешка · h7 белая ладья · b6 чёрная пешка · c6 белая пешка · e6 чёрная пешка · b5 белая пешка · e5 белый слон · h3 чёрная пешка · f2 белая ладья · g2 чёрная пешка · h2 чёрная ладья · g1 белый король | f8 чёрный слон · d7 белый слон · e7 чёрный король · f7 белая пешка · g7 белая пешка · h7 белая ладья · b6 чёрная пешка · c6 белая пешка · e6 чёрная пешка · b5 белая пешка · e5 белый слон · h3 чёрная пешка · f2 белая ладья · g2 чёрная пешка · h2 чёрная ладья · g1 белый король | f8 чёрный слон · d7 белый слон · e7 чёрный король · f7 белая пешка · g7 белая пешка · h7 белая ладья · b6 чёрная пешка · c6 белая пешка · e6 чёрная пешка · b5 белая пешка · e5 белый слон · h3 чёрная пешка · f2 белая ладья · g2 чёрная пешка · h2 чёрная ладья · g1 белый король | f8 чёрный слон · d7 белый слон · e7 чёрный король · f7 белая пешка · g7 белая пешка · h7 белая ладья · b6 чёрная пешка · c6 белая пешка · e6 чёрная пешка · b5 белая пешка · e5 белый слон · h3 чёрная пешка · f2 белая ладья · g2 чёрная пешка · h2 чёрная ладья · g1 белый король | 4 |
| 3 | f8 чёрный слон · d7 белый слон · e7 чёрный король · f7 белая пешка · g7 белая пешка · h7 белая ладья · b6 чёрная пешка · c6 белая пешка · e6 чёрная пешка · b5 белая пешка · e5 белый слон · h3 чёрная пешка · f2 белая ладья · g2 чёрная пешка · h2 чёрная ладья · g1 белый король | f8 чёрный слон · d7 белый слон · e7 чёрный король · f7 белая пешка · g7 белая пешка · h7 белая ладья · b6 чёрная пешка · c6 белая пешка · e6 чёрная пешка · b5 белая пешка · e5 белый слон · h3 чёрная пешка · f2 белая ладья · g2 чёрная пешка · h2 чёрная ладья · g1 белый король | f8 чёрный слон · d7 белый слон · e7 чёрный король · f7 белая пешка · g7 белая пешка · h7 белая ладья · b6 чёрная пешка · c6 белая пешка · e6 чёрная пешка · b5 белая пешка · e5 белый слон · h3 чёрная пешка · f2 белая ладья · g2 чёрная пешка · h2 чёрная ладья · g1 белый король | f8 чёрный слон · d7 белый слон · e7 чёрный король · f7 белая пешка · g7 белая пешка · h7 белая ладья · b6 чёрная пешка · c6 белая пешка · e6 чёрная пешка · b5 белая пешка · e5 белый слон · h3 чёрная пешка · f2 белая ладья · g2 чёрная пешка · h2 чёрная ладья · g1 белый король | f8 чёрный слон · d7 белый слон · e7 чёрный король · f7 белая пешка · g7 белая пешка · h7 белая ладья · b6 чёрная пешка · c6 белая пешка · e6 чёрная пешка · b5 белая пешка · e5 белый слон · h3 чёрная пешка · f2 белая ладья · g2 чёрная пешка · h2 чёрная ладья · g1 белый король | f8 чёрный слон · d7 белый слон · e7 чёрный король · f7 белая пешка · g7 белая пешка · h7 белая ладья · b6 чёрная пешка · c6 белая пешка · e6 чёрная пешка · b5 белая пешка · e5 белый слон · h3 чёрная пешка · f2 белая ладья · g2 чёрная пешка · h2 чёрная ладья · g1 белый король | f8 чёрный слон · d7 белый слон · e7 чёрный король · f7 белая пешка · g7 белая пешка · h7 белая ладья · b6 чёрная пешка · c6 белая пешка · e6 чёрная пешка · b5 белая пешка · e5 белый слон · h3 чёрная пешка · f2 белая ладья · g2 чёрная пешка · h2 чёрная ладья · g1 белый король | f8 чёрный слон · d7 белый слон · e7 чёрный король · f7 белая пешка · g7 белая пешка · h7 белая ладья · b6 чёрная пешка · c6 белая пешка · e6 чёрная пешка · b5 белая пешка · e5 белый слон · h3 чёрная пешка · f2 белая ладья · g2 чёрная пешка · h2 чёрная ладья · g1 белый король | 3 |
| 2 | f8 чёрный слон · d7 белый слон · e7 чёрный король · f7 белая пешка · g7 белая пешка · h7 белая ладья · b6 чёрная пешка · c6 белая пешка · e6 чёрная пешка · b5 белая пешка · e5 белый слон · h3 чёрная пешка · f2 белая ладья · g2 чёрная пешка · h2 чёрная ладья · g1 белый король | f8 чёрный слон · d7 белый слон · e7 чёрный король · f7 белая пешка · g7 белая пешка · h7 белая ладья · b6 чёрная пешка · c6 белая пешка · e6 чёрная пешка · b5 белая пешка · e5 белый слон · h3 чёрная пешка · f2 белая ладья · g2 чёрная пешка · h2 чёрная ладья · g1 белый король | f8 чёрный слон · d7 белый слон · e7 чёрный король · f7 белая пешка · g7 белая пешка · h7 белая ладья · b6 чёрная пешка · c6 белая пешка · e6 чёрная пешка · b5 белая пешка · e5 белый слон · h3 чёрная пешка · f2 белая ладья · g2 чёрная пешка · h2 чёрная ладья · g1 белый король | f8 чёрный слон · d7 белый слон · e7 чёрный король · f7 белая пешка · g7 белая пешка · h7 белая ладья · b6 чёрная пешка · c6 белая пешка · e6 чёрная пешка · b5 белая пешка · e5 белый слон · h3 чёрная пешка · f2 белая ладья · g2 чёрная пешка · h2 чёрная ладья · g1 белый король | f8 чёрный слон · d7 белый слон · e7 чёрный король · f7 белая пешка · g7 белая пешка · h7 белая ладья · b6 чёрная пешка · c6 белая пешка · e6 чёрная пешка · b5 белая пешка · e5 белый слон · h3 чёрная пешка · f2 белая ладья · g2 чёрная пешка · h2 чёрная ладья · g1 белый король | f8 чёрный слон · d7 белый слон · e7 чёрный король · f7 белая пешка · g7 белая пешка · h7 белая ладья · b6 чёрная пешка · c6 белая пешка · e6 чёрная пешка · b5 белая пешка · e5 белый слон · h3 чёрная пешка · f2 белая ладья · g2 чёрная пешка · h2 чёрная ладья · g1 белый король | f8 чёрный слон · d7 белый слон · e7 чёрный король · f7 белая пешка · g7 белая пешка · h7 белая ладья · b6 чёрная пешка · c6 белая пешка · e6 чёрная пешка · b5 белая пешка · e5 белый слон · h3 чёрная пешка · f2 белая ладья · g2 чёрная пешка · h2 чёрная ладья · g1 белый король | f8 чёрный слон · d7 белый слон · e7 чёрный король · f7 белая пешка · g7 белая пешка · h7 белая ладья · b6 чёрная пешка · c6 белая пешка · e6 чёрная пешка · b5 белая пешка · e5 белый слон · h3 чёрная пешка · f2 белая ладья · g2 чёрная пешка · h2 чёрная ладья · g1 белый король | 2 |
| 1 | f8 чёрный слон · d7 белый слон · e7 чёрный король · f7 белая пешка · g7 белая пешка · h7 белая ладья · b6 чёрная пешка · c6 белая пешка · e6 чёрная пешка · b5 белая пешка · e5 белый слон · h3 чёрная пешка · f2 белая ладья · g2 чёрная пешка · h2 чёрная ладья · g1 белый король | f8 чёрный слон · d7 белый слон · e7 чёрный король · f7 белая пешка · g7 белая пешка · h7 белая ладья · b6 чёрная пешка · c6 белая пешка · e6 чёрная пешка · b5 белая пешка · e5 белый слон · h3 чёрная пешка · f2 белая ладья · g2 чёрная пешка · h2 чёрная ладья · g1 белый король | f8 чёрный слон · d7 белый слон · e7 чёрный король · f7 белая пешка · g7 белая пешка · h7 белая ладья · b6 чёрная пешка · c6 белая пешка · e6 чёрная пешка · b5 белая пешка · e5 белый слон · h3 чёрная пешка · f2 белая ладья · g2 чёрная пешка · h2 чёрная ладья · g1 белый король | f8 чёрный слон · d7 белый слон · e7 чёрный король · f7 белая пешка · g7 белая пешка · h7 белая ладья · b6 чёрная пешка · c6 белая пешка · e6 чёрная пешка · b5 белая пешка · e5 белый слон · h3 чёрная пешка · f2 белая ладья · g2 чёрная пешка · h2 чёрная ладья · g1 белый король | f8 чёрный слон · d7 белый слон · e7 чёрный король · f7 белая пешка · g7 белая пешка · h7 белая ладья · b6 чёрная пешка · c6 белая пешка · e6 чёрная пешка · b5 белая пешка · e5 белый слон · h3 чёрная пешка · f2 белая ладья · g2 чёрная пешка · h2 чёрная ладья · g1 белый король | f8 чёрный слон · d7 белый слон · e7 чёрный король · f7 белая пешка · g7 белая пешка · h7 белая ладья · b6 чёрная пешка · c6 белая пешка · e6 чёрная пешка · b5 белая пешка · e5 белый слон · h3 чёрная пешка · f2 белая ладья · g2 чёрная пешка · h2 чёрная ладья · g1 белый король | f8 чёрный слон · d7 белый слон · e7 чёрный король · f7 белая пешка · g7 белая пешка · h7 белая ладья · b6 чёрная пешка · c6 белая пешка · e6 чёрная пешка · b5 белая пешка · e5 белый слон · h3 чёрная пешка · f2 белая ладья · g2 чёрная пешка · h2 чёрная ладья · g1 белый король | f8 чёрный слон · d7 белый слон · e7 чёрный король · f7 белая пешка · g7 белая пешка · h7 белая ладья · b6 чёрная пешка · c6 белая пешка · e6 чёрная пешка · b5 белая пешка · e5 белый слон · h3 чёрная пешка · f2 белая ладья · g2 чёрная пешка · h2 чёрная ладья · g1 белый король | 1 |
|   | a | b | c | d | e | f | g | h |   |

Обратный мат в 2 хода.
Иллюзорная игра:

1...Kpd8 2.gfC! Лh1#, 1...C:g7 2.f8Л! Лh1#
Решение: 1.с7! цугцванг

1...Kp:d7 2.gfФ Лh1#, 1...C:g7 2.f8K! Лh1#
Задача-блок с квартетом превращений в игре двух белых пешек.

## Книги
- Dansk Problemkunst, Kbh., 1958 (соавтор);
- Albino eg Pickaninny, Kbh., 1968